# 謝志恆
謝志恆（1906年10月3日—1937年11月13日），字世忠。廣西省容縣自良鄉守善村柳堂人。他為抗日戰爭期間陣亡的中國軍方高級將領之一。

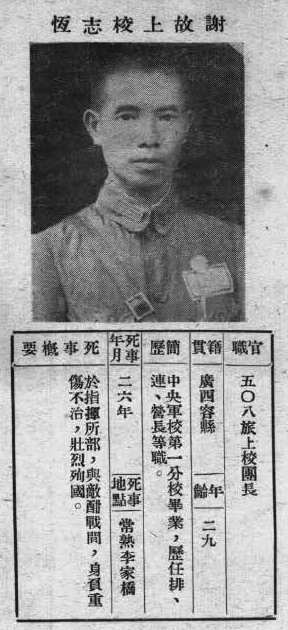
《抗戰軍人忠烈錄》（第一輯）中的謝志恆烈士遺像

## 生平[1]
陸軍508旅上校團長，軍校第一分校畢業，民國26年在常熟李家橋與敵作戰傷重不治，壯烈成仁。